# Carel Godin de Beaufort
Carel Godin de Beaufort, nizozemski dirkač Formule 1, * 10. april, 1934, Maarsbergen, Nizozemska, † 2. avgust 1964, Köln, Nemčija.
Jonkheer Karel Pieter Antoni Jan Hubertus Godin de Beaufort, bolj znan kot Carel Godin de Beaufort, je pokojni nizozemski dirkač Formule 1. Debitiral je v sezoni 1957, ko je nastopil le na Veliki nagradi Nemčije z dirkalnikom Formule 2 in dosegel štirinajsto mesto. Tudi v sezonah 1959, 1960 in 1961 se mu med dobitnike točk ni uspelo uvrstiti. To mu je prvič uspelo na domači in prvi dirki sezone 1962 za Veliko nagrado Nizozemske, uspeh ki mu ga je uspelo v tej sezoni ponoviti še na Veliki nagradi Francije, v naslednji sezoni 1963 pa na Velikih nagradah Belgije in ZDA. Na treningu pred Veliko nagrado Nemčije v sezoni 1964 je doživel hudo nesrečo, pri kateri ga je vrglo iz dirkalnika. Kasneje je v bolnišnici v Kölnu umrl za posledicami nesreče.

## Popolni rezultati Formule 1
(legenda) (odebeljene dirke pomenijo najboljši štartni položaj, poševne pa najhitrejši krog, †-uvrščen kljub odstopu)
| Leto | Moštvo             | Šasija        | Motor               | 1     | 2       | 3      | 4       | 5     | 6       | 7       | 8       | 9      | 10     | 11  | Prv | Toč |
| ---- | ------------------ | ------------- | ------------------- | ----- | ------- | ------ | ------- | ----- | ------- | ------- | ------- | ------ | ------ | --- | --- | --- |
| 1957 | Ecurie Maarsbergen | Porsche 550RS | Porsche Flat-4      | ARG   | MON     | 500    | FRA     | VB    | NEM 14  | PES     | ITA     |        |        |     | -   | 0   |
| 1958 | Ecurie Maarsbergen | Porsche RSK   | Porsche Flat-4      | ARG   | MON     | NIZ 11 | 500     | BEL   | FRA     | VB      | NEM Ret | POR    | ITA    | MAR | -   | 0   |
| 1959 | Ecurie Maarsbergen | Porsche RSK   | Porsche Flat-4      | MON   | 500     | NIZ 10 |         | VB    | NEM     | POR     | ITA     | ZDA    |        |     | -   | 0   |
| 1959 | Scuderia Ugolini   | Maserati 250F | Maserati Straight-6 |       |         |        | FRA Ret |       |         |         |         |        |        |     | -   | 0   |
| 1960 | Ecurie Maarsbergen | Cooper T51    | Climax Straight-4   | ARG   | MON     | 500    | NIZ 8   | BEL   | FRA     | VB      | POR     | ITA    | ZDA    |     | -   | 0   |
| 1961 | Ecurie Maarsbergen | Porsche 718   | Porsche Flat-4      | MON   | NIZ 14  | BEL 11 | FRA Ret | VB 16 | NEM 14  | ITA 7   | ZDA     |        |        |     | -   | 0   |
| 1962 | Ecurie Maarsbergen | Porsche 718   | Porsche Flat-4      | NIZ 6 | MON DNQ | BEL 7  | FRA 6   | VB 14 | NEM 13  | ITA 10  | ZDA Ret | JAR 11 |        |     | 16. | 2   |
| 1963 | Ecurie Maarsbergen | Porsche 718   | Porsche Flat-4      | MON   | BEL 6   | NIZ 9  | FRA     | VB 10 | NEM Ret | ITA DNQ | ZDA 6   | MEH 10 | JAR 10 |     | 14. | 2   |
| 1964 | Ecurie Maarsbergen | Porsche 718   | Porsche Flat-4      | MON   | NIZ Ret | BEL    | FRA     | VB    | NEM DNS | AVT     | ITA     | ZDA    | MEH    |     | -   | 0   |